# Trichia gramnicola
Trichia gramnicola é uma espécie de gastrópode da família Hygromiidae.
É endémica da Alemanha.